# Wassili Lepanto

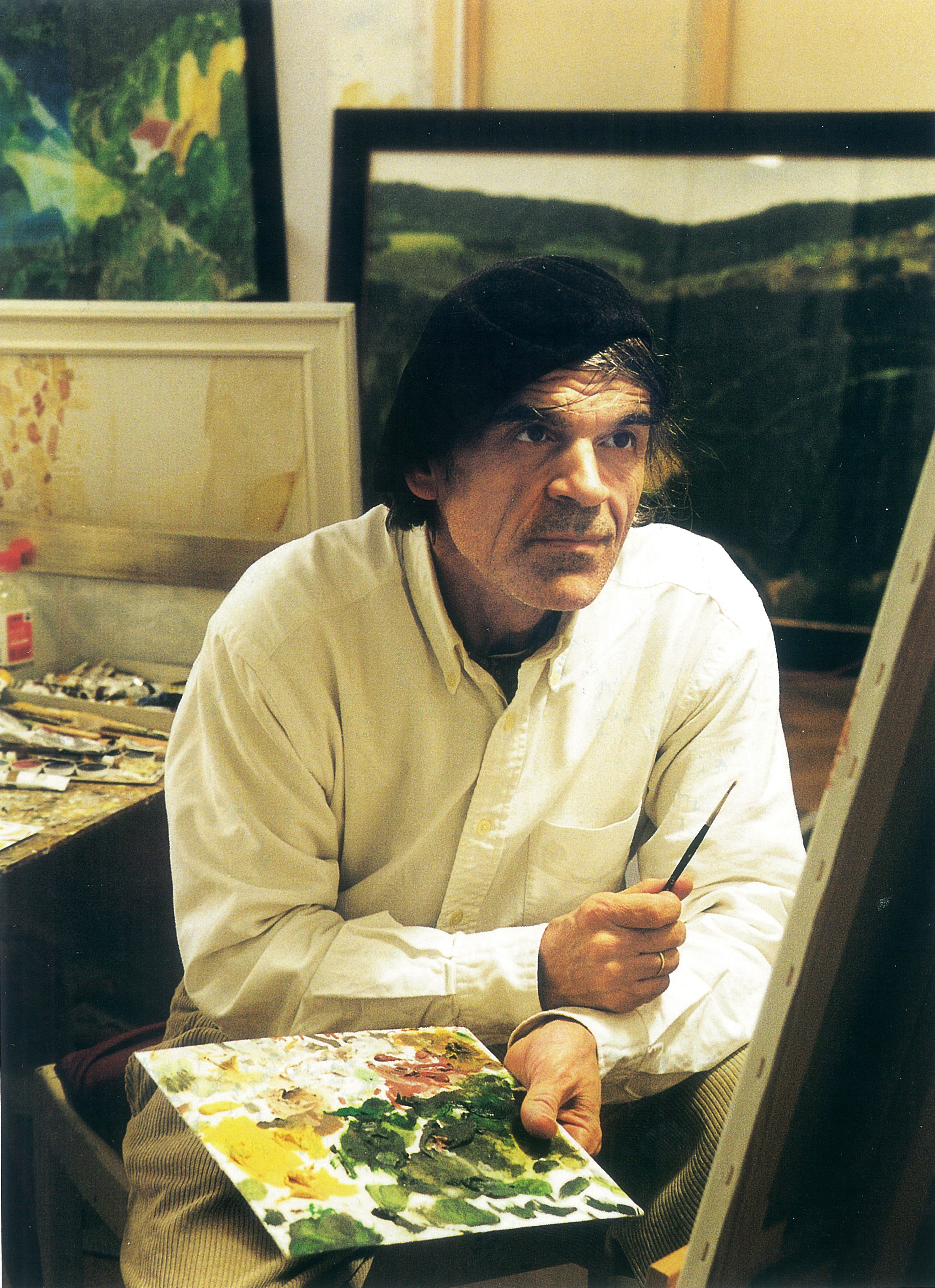
Wassili Lepanto, ca. 2000

Wassili Lepanto (* 17. Juni 1940 in Nafpaktos als Vasilios Loukopoulos, griechisch Βασίλειος Λουκόπουλος; † 30. August 2018 in Heidelberg) war ein griechisch-deutscher Maler und Heidelberger Stadtrat. Von dem Städtchen Nafpaktos (griechisch Ναύπακτος, deutsch häufig auch Naupaktos) am Golf von Korinth, das die Italiener Lepanto nennen (Schlacht von Lepanto 1571), leitete er seinen Künstlernamen „Lepanto“ her. Er lebte und arbeitete seit 1964 in Heidelberg – zunächst als Student dortselbst und in Mannheim und später als freischaffender Künstler.
Seine Arbeit wurzelte in der Studenten- und Ökologie-Bewegung der 1960/70er Jahre. Denken und Arbeit des Künstlers waren gekennzeichnet durch die Bejahung des Positiven und Reinen in der Welt. Lepantos künstlerische Intention war die „Ökologische Moderne“. Den auch in der Kunsttheorie ambitionierten Maler verband eine Schüler-Lehrer-Beziehung mit dem Philosophen Hans-Georg Gadamer.

## Leben

### Athen
Ab 1945 lebte Wassili Lepanto in Athen, im alten Stadtviertel Akadimia Platonos nahe dem heutigen Stadtzentrum Omonia-Platz. Er besuchte ein Gymnasium unweit des Akropolis-Felsens und des Thissions, wobei die nahe gelegene Jugendbibliothek ihn mit der europäischen Literatur bekannt machte. Die Bühne des Königlichen Theaters Athens engagierte ihn als jugendlichen Darsteller.

### Wechsel nach Heidelberg

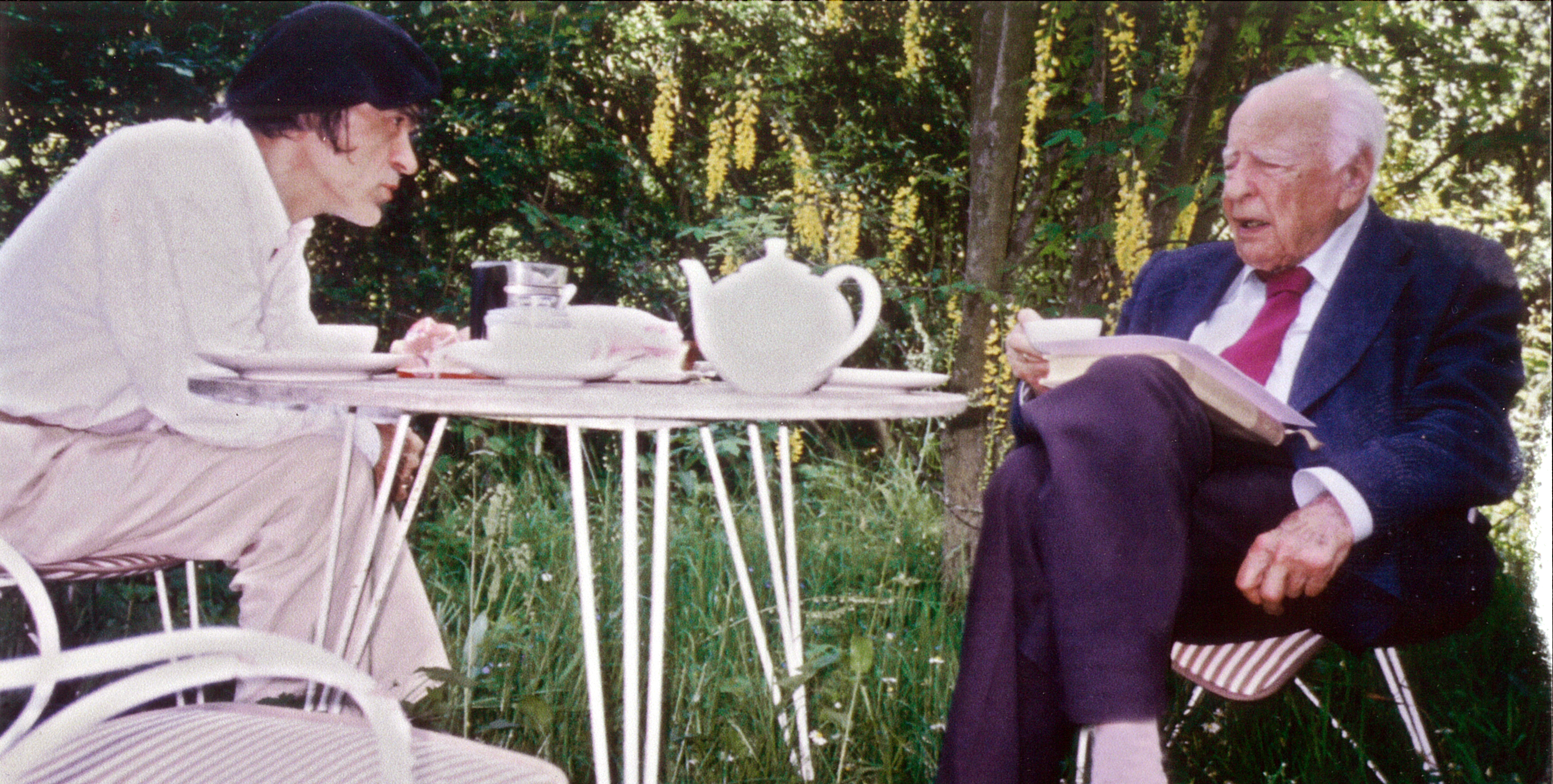
Wassili Lepanto (links) im Gespräch mit Hans-Georg Gadamer

1964 wurde ihm Heidelberg zur Wahlheimat. An den Universitäten Heidelberg und Mannheim studierte er Germanistik, Geschichte, Pädagogik und Kunstgeschichte und engagierte sich für eine friedliche Studentenbewegung. Durch sein weiteres Nebenfach Philosophie begann eine Lehrer-Schüler-Beziehung mit dem Philosophen Hans-Georg Gadamer.
1969 erfolgte in seinem Leben ein Wendepunkt durch einen Kuraufenthalt im Schwarzwald. Die Begegnung mit der Natur des Schwarzwaldes eröffnete ihm den Blick auf die Großartigkeit der Natur. Der Bericht des Club of Rome zu Waldsterben, Verseuchung der Meere und der Flüsse, der Kalte Krieg und die Atomrüstung im Ost und West politisierten ihn.
Während seiner Magisterarbeit im Jahre 1974 über Heinrich von Kleists Der Zweikampf war Lepanto auch als hilfswissenschaftlicher Mitarbeiter am Germanistischen Seminar Heidelberg beschäftigt. 1975 erhielt er ein Doktorandenstipendium der Friedrich-Ebert-Stiftung. Zur Promotion musste er die Heidelberger Uni verlassen und ins benachbarte Mannheim wechseln. An der damals noch neuen Universität Mannheim promovierte er 1978 in Germanistik mit einer Arbeit zum Thema Grammatiktheorie und Sprachpraxis, die die traditionelle Sprachwissenschaft gegenüber den neu aufgekommenen linguistischen Theorien verteidigt. Im selben Jahr veröffentlichte er seine Diplomarbeit zu Max Frischs Homo faber.
Auch in Wassili Lepantos privatem Leben begann ein neuer Abschnitt in den darauf folgenden Jahren. Es vertiefte sich seine geistig-künstlerische Verbindung mit einer Absolventin der
Ruperto Carola, Heidelberg einer Kunsthistorikerin deren Wurzeln in Finnland gründen. Mit ihr vermählte sich Wassili Lepanto im Jahr 1982.

### Entscheidung für die Kunst
Lepanto erhielt ein Angebot, an der Universität Athen zu lehren, er lehnte aber ab und verwarf auch eine wissenschaftliche Karriere an seiner Alma Mater in Heidelberg. Stattdessen entschied er sich für das Leben eines freischaffenden Künstlers. Dies war eine Entscheidung für eine vita contemplativa und gegen eine vita activa und bedeutete für seinen Lebensweg eine Zäsur. Er widmete sich von nun an der Malerei.

„Das war wie eine neue Geburt: Er wurde Maler und es stellte sich heraus, dass er zum Maler geboren war.“

1979–81 entstand das Fundament für sein Bildprogramm, das sich in Folgejahren in drei grundlegenden Malperioden – Gelb-Braun, Grün und Weiß – voll entfaltete. Das produktive künstlerische Schaffen wurde zugleich von einer regen Ausstellungstätigkeit begleitet, die ihn auch nach Paris, Wien, Helsinki, Montpellier, Athen, New York, Genf und Florenz führte. Nicht nur mit Ausstellungskatalogen, sondern auch mit Kunstdrucken, Postkarten und Kalendern wurde Lepantos Kunst einer breiteren Öffentlichkeit bekannt.
1983 wurde sein für ihn grundlegend-programmatisches Manifest Kunst für den Menschen oder Für eine Ökologische Kunst veröffentlicht. Des Weiteren hielt er zur Verbreitung und Propagierung seiner Ökologischen Ästhetik auch kunsttheoretische Vorträge, unter anderem an der Universität Heidelberg und auch an der Jyväskylän yliopistos in Finnland.
Im Sommersemester 1991 sowie im Wintersemester 1991/92 war er an der Universität Heidelberg als akademischer Lehrer im Fach Deutsche Literatur (Thomas Mann und Expressionismus; Deutsche Literatur der Jahrhundertwende) tätig.
1993 veröffentlichte Lepanto sein Künstlertagebuch Vorfrühling, in dem er Rückschau auf die grundlegenden Jahre seiner künstlerischen Arbeit hielt. 1992–1995 arbeitete Lepanto an seinem großen Auftragswerk für die Heidelberger Universität, dem Gemäldezyklus Abendland. Darauf folgte 1996/97 seine bisher größte, wegweisende Werkschau in Genf, Athen und Düsseldorf. Im selben Jahr wurde ihm in Heidelberg der Willibald-Kramm-Preis für Kunst verliehen.
2000 eröffnete er eine eigene Galerie in der Heidelberger Altstadt. 2002 erschien im Stuttgarter Belser-Verlag die Künstlermonographie Wassili Lepanto – Positive Utopien.
2009 gelang dem auch stadtpolitisch engagierten Künstler mit seiner Kulturinitiative Heidelberg Pflegen und Erhalten der Einzug in den Gemeinderat. Weiterhin hielt Lepanto seine kunsttheoretischen Vorträge an der Dalhousie University in Halifax/Kanada über Kunst und Ökologie (2009) und 2012 an der East China Normal University über Gadamers Hermeneutik und Ökologische Moderne.
Am 30. August 2018 starb Lepanto nach längerer Krankheit. Er soll in Griechenland beigesetzt werden.

## Politisches Engagement
1985/86 griff der Künstler mit großem persönlichem Einsatz in Fragen der Heidelberger Stadtgestaltung ein.
Er trat mit einer breitangelegten Kampagne („100 Briefe“) gegen zwei Kunstprojekte der Stadt Heidelberg an die Öffentlichkeit: die Neugestaltung des Heidelberger Universitätsplatzes mit einem Dani-Karavan-Projekt und die avantgardistisch-unästhetischen, progressiven Fensterentwürfe von Johannes Schreiter für die spätgotische Heiliggeistkirche Heidelberg. In diesem Zusammenhang suchte Lepanto wieder die Verbindung mit seinem Lehrer aus der Studienzeit, dem Philosophen Hans-Georg Gadamer. Überregional engagierte er sich u. a. bei der Kulturpolitischen Gesellschaft und nahm sehr regen Anteil an den Kulturgesprächen der neu entstandenen Partei Bündnis 90/Die Grünen.
2001 engagierte sich der Künstler mittels einer Reihe von Kunstaktionen für eine Neuanpflanzung einer gefällten Trauerweide im Innenhof des Heidelberger Schlosses und sammelte dafür 10.000 Unterschriften.
Im selben Jahr wurde Lepanto mit der Bürgerplakette der Stadt Heidelberg für „Kulturelle Vielfalt und gesellschaftspolitische Belange“ ausgezeichnet.
2006 forderte ihn ein städtebaulich strittiges Projekt in der Heidelberger Altstadt erneut zu einem langwährenden Protest heraus. Wiederum sammelte Lepanto 10.000 Unterschriften gegen den Abriss der neoklassizistischen Markt-Kolonnaden und die Fällung von 17 Linden und Platanen am Friedrich-Ebert-Platz, die letztendlich einer modernen citygerechten Tiefgarage weichen mussten.
2009 gründete der politisch ambitionierte Künstler die Kulturinitiative Heidelberg Pflegen und Erhalten, die ihm bei den Heidelberger Kommunalwahlen einen Sitz im Stadtrat einbrachte.
Sein besonderer Einsatz galt der historischen Baukultur – dem „Historisch-Gewachsenen“ – insbesondere der denkmalgeschützten Gesamtanlage Alt-Heidelberg. Die historische Altstadt bildet für ihn eine architektonisch abgeschlossene Einheit im Sinne eines Gesamtkunstwerks, weshalb für ihn jede Veränderung einen negativen Eingriff in das Ganze bedeutete. Deshalb forderte er deren bedingungslosen Erhalt. Vor allem suchte er das historische Bild Heidelbergs vor den seiner Überzeugung nach überflüssigen und störenden Bauprojekten der Zeitgeist-Architektur zu bewahren, wie zum Beispiel der jüngsten Holzbestuhlung des Heidelberger Marktplatzes.

## Werk
Lepantos Lebensentscheidung für die Kunst statt einer Universitätslaufbahn wurde einerseits getragen von seiner Begeisterung für die Deutsche Dichtung und geprägt durch die Friedens- und Ökologie-Bewegung und andererseits von seiner kritischen Auseinandersetzung mit der zeitgenössischen Moderne und den avantgardistischen Kunsttheorien des frühen 20. Jahrhunderts.
Er verhalf fortan einer seit der 2. Hälfte des 20. Jahrhunderts nicht mehr existierenden Gattung der Malerei zu neuer Blüte: der Landschaftsmalerei. Sie ermöglichte ihm die Realisierung seiner zentralen Bildidee „oikos“, – jener eines überschaubaren Kosmos im Kleinen.
Seine Idee von Landschaft entwarf Lepanto im bewussten Gegensatz zu der zerstörten Umwelt als positive Utopie – eine Wiederbegrünung der Erde:

„Seine finnischen Wälder, thessalischen Äcker, bayrischen Landschaften und sein sanft gewundenes Neckartal mit dem ländlich schönen Heidelberg: über allem strahlt eine Sonne, die nie unterzugehen droht. Und doch erweckt das Ganze nicht den Eindruck jener von Theodor W. Adorno kritisierten ‚heilen Welt‘ der eine falsche Idyllik zugrunde liegt. Sie sind keine nostalgischen Darstellungen einer untergangenen ‚guten, alten Zeit‘.“

Bei all ihrer Naturhaftigkeit und der wirklichkeitsnahen Wiedergabe ihrer charakteristischen Bildgegenstände wie Häusergebilde und Baumgruppen „sind Lepantos Bilder von der Natur keine Bilder nach der Natur.“ (Reinhard Wegner: Bilder von der Natur, in: Ökologische Kunst, Stadt Heidelberg /Kulturamt 2006).
Sie entstanden im Kopf, sind „komponierte“ Landschaften, die ein Ordnungsprinzip kennzeichnet.

„[Es] wird ein Prozess der Versöhnung des Menschen mit der Natur gestaltet, dessen Ziel in weiter Ferne liegt, dessen Weg jedoch mit gestalterischen Mitteln abgebildet ist.“

Während seine frühen Arbeiten in Mischtechnik (Aquarell und Tempera auf Bütten) entstanden, verwendete er seit den späten 1980er Jahren fast nur Ölfarben (Öl auf Leinwand).
Kennzeichnend für Lepantos Werk ist die Kontinuität seiner Darstellungsformen.
Deshalb entziehen sich seine Landschaftsbilder weitgehend einer festen chronologischen Zuordnung. Vielmehr besteht ein Nebeneinander von drei farbdominanten Werkgruppen – der Gelb-Braunen, der Grünen und der Weißen:
- Die gelb-braunen Bilder bestimmen in ihrer Erdgebundenheit den Aufbau seiner Kunst. Im erdig atmosphärischen Vortrag erscheint die Landschaft und ihre Siedlungen vom Dunkel der Erde getragen und in die Wärme der Getreidefelder eingebettet, – archaisch schwer und friedlich geborgen in der „Mutter Erde“.[41] In einer organisch-konstruktiven Bildstruktur, eingebunden in einer Spannung von Raum und Fläche, entsteht das Bild von Landschaft, ganz gleich ob sie von der sichtbaren oder einer erfühlten geschichtlichen Wirklichkeit inspiriert sind.[42] Besinnlich und wehrhaft zugleich: Landschaften, die Menschen beheimaten, die aber auch in ihrer Fragilität schutzbedürftig erscheinen.
- Die grünen Bilder, am stärksten am Naturvorbild angelehnt, entwickeln in ihrer Expressivität – oft durch ein kräftiges Rot oder Gelb dynamisiert – einen programmatischen Bildcharakter. Sie entstanden in den 1980er Jahren vor dem Hintergrund des Waldsterbens und der fortschreitenden Zerstörung der Natur. Hier überdecken „vegetabilische Wucherungen“[43] in einem dichten Gewebe von organisch-naturalistischer Struktur den landschaftlichen Bildraum. Oder das grüne Landschaftsterrain wird in einer konstruktiven Flächigkeit in dynamische Bewegung gesetzt. Es sind Landschaftsdarstellungen, die mit evokativer Kraft des Grüns die Vitalität der organischen Natur – das Wachsen und Werden – beschwören: Symbole für die „Wiederbegrünung der Erde“.
- Die weißen Bilder entstanden als charakteristische Werkgruppe in den späten 1980er Jahren, in der die Nicht-Farbe Weiß, – für Lepanto die „Farbe in der Schweigeform“[43] – die Bildaussage trägt. „Weiß ist für Lepanto die Farbe des Lichtes, hinter der sich das Geheimnis des Lebens verbirgt. In ihr holt sich der Maler den apollonischen Glanz seiner Heimat ins Kunstwerk zurück“.[43]

Mediterrane Landschaften und die Stadtporträts von Heidelberg in dem Zyklus „Heidelberg – Eine Stadt des Südens“ bilden hier in transparenter Leichtigkeit des Weiß den wesentlichen Bestand. Ihre Entwicklung geht einher mit der Einführung „einer lasierenden Öltechnik“.
Anstelle der von alters her bekannten, verschwimmenden Hintergründe, etwa bei der deutschen Romantik, ist es hier „nicht der Hintergrund, sondern die eigentliche Mitte des Erscheinens, mit dem sich das scheinbar Leere des Weißen vereint“.
Alle drei Farbperioden – entstanden in den ersten beiden Jahrzehnten seines künstlerischen Schaffens – bilden von da an in variationsreichen Übergängen die Hauptstränge Lepantos Kunst und „in ihrer Gesamtheit [...] ein Triptychon, das den Weg des Künstlers nachzeichnet – von der irdischen Wärme zum Licht, [...] von Topos zu Utopie“.
Im Heidelberger Palais Bunsen, einem Universitätsinstitut, hängt das bisher größte Gemälde Lepantos, der Abendland-Zyklus (1992–1995). Es ist ein aus sechs Tafeln bestehendes Polyptychon (300 × 580 cm), das neben zwei Landschaftsdarstellungen (Delphi und Nauplia) vier Szenen aus der griechischen Mythologie zeigt, die durch bedeutende deutsche Dramen (Johann Wolfgang von Goethes Iphigenie auf Tauris und Faust, Heinrich von Kleists Penthesilea und Hugo von Hofmannsthals Elektra) angeregt wurden.
Ein weiteres Gemälde, das die Verbindung von alter und neuer Kultur mit Figurendarstellung thematisiert, heißt Europa. Die Parzen bei der Arbeit: „Es bezieht Position für eine friedvolle Zukunft Europas“.
Besondere Höhepunkte in seiner künstlerischen Laufbahn bilden die große Werkübersicht im Palais der Vereinten Nationen in Genf anlässlich der Feier zum Weltfriedenstag am 30. Mai 1996, die anschließend in Athen im Kulturzentrum Melina Mercouri und danach (1997) im Kunstpalast Düsseldorf gezeigt wurde sowie seine Retrospektiven im Kurpfälzischen Museum Heidelberg (2006) und im Benaki-Museum Athen (2011).

## Kunsttheorie
Parallel zu seiner Malerei entwickelte Lepanto seine abstrakte Kunsttheorie der „Ökologischen Kunst“. Damit setzte er – als Fürsprecher der Natur und Umwelt – der Avantgarde eine positiv orientierte Kunst entgegen. Seine Maxime über die Aufgaben der Kunst legte er dar in seinem 1983 veröffentlichten Manifest Kunst für den Menschen oder: Für eine Ökologische Kunst. Für eine Überwindung der abstrakten unverpflichtenden Kunst. Es fordert „in kämpferischem Ton eine Neubesinnung des Künstlers auf humanistische Werte und verbindet ökologische Ziele mit ästhetischen Vorgaben.“
In Auseinandersetzung vor allem mit der avantgardistischen Kunsttheorie Wassily Kandinskys Das Geistige in der Kunst (1911), ruft er hier zur Überwindung von dessen abstrakt-mathematischer Formensprache auf. Die Hinwendung zur sinnlichen Wirklichkeit, das „Zurück zum Gegenstand“ wird hier wegweisendes Programm. Dies jedoch geschehe nicht aus der Perspektive eines die „moderne Kunst verteufelnden Romantikers“, wie man es – so ein verständiger Rezensent – beim oberflächlichen Überfliegen irrtümlicherweise verstehen könne. Lepanto fordert eine „Opposition gegen die Denaturierung, Abstrahierung der Welt, gegen die Zerstückelung und Minimalisierung der Wirklichkeit“. Das verdrängte Sinnliche – auf Grund der Einwirkungen von Technik und Wissenschaft und der subjektivistischen Deutung der Wirklichkeit – wird von ihm neu entdeckt und für die Malerei, Dichtung und Musik propagiert:

„Die Elemente der Natur bekommen wieder ihren Symbolcharakter zurück und haben so die Kraft, über sich hinauszuweisen und dadurch die Menschen anzusprechen. Die Transparenz der Dinge auf ein Bleibendes, Urbildliches, die ausgelöscht schien, wird ihnen zurückgegeben. Das Grundwasser des Daseins versiegt nicht mehr, sondern vermehrt sich unter der Arbeit des ökologischen Künstlers. Die Sinntiefe und die Schönheit der Welt wird vermehrt. Die Gestaltenfülle des Lebendigen lebt auf, die erweckende Kraft in ihm wird erfahrbar.“

So radikal wie Lepanto eine Kehrtwende von einer subjektivistischen Kunst der Nachkriegsmoderne und Postmoderne zu einer ganzheitlichen, ökologischen fordert und damit „ein neues Avantgardeverständnis definiert“, so elementar besteht für ihn die grundlegende Aufgabe des Künstlers nicht darin, die Welt abstrahierend zu verfremden, sondern darin, die „Welt wieder herzustellen, die der moderne Mensch entstellt hat: Der Künstler tut dies, um das Leben zu erhalten, bis das neue Leben wiederkehrt“. Das Bild des ökologischen Künstlers stellt er u. a. in seinen sechzehn Thesen vor „Was den ökologischen Künstler auszeichnet“. In diesen antithetisch aufgebauten Definitionen polemisiert Lepanto nicht nur gegen den „zerrissenen“ Künstler von Heute, der „krampfhaft reizen will“, sondern auch gegen die „offiziösen Kritiker und Museumsleute“ und die „herrschende Kulturindustrie“, die „Menschen manipuliert und standardisiert, um sie somit zu einer einheitlichen Konsumschicht zusammenzuschweißen“ (15. These).

## Ausstellungen
- 1978: Erste Einzelausstellung Mutter Natur – geordnete Welt mit parallelem Vortrag im Deutsch-Amerikanischen Institut Heidelberg
- 1979: Einzelausstellung im Kulturamt Neustadt an der Weinstraße mit Ausstellungskatalog (im Katalog der Beitrag Gestaltungsprinzip und geistige Motivation in den Arbeiten Wassili Lepantos)
- 1980: Einzelausstellung bei der Hans-Thoma-Gesellschaft in Reutlingen mit Ausstellungskatalog (im Katalog der Beitrag Gestaltungsprinzip und geistige Motivation in den Arbeiten von Wassili Lepanto)
- 1980: Einzelausstellung im Kunstverein Helsinki mit Ausstellungskatalog (im Katalog der Beitrag Das Gesetz der Natur in der Kunst und im Menschen von W. Lepanto, und Form und Inhalt einer Landschaft)
- 1981: Einzelausstellung Geordnete Welt in der Universitätsbibliothek Heidelberg mit Ausstellungskatalog
- 1984: Einzelausstellung im Rathaus Lindau, Teilnahme an einer Gruppenausstellung unter dem Titel Gesammelte Angst in Tübingen, Freiburg, Mannheim, Aachen und Washington (D.C.),
- 1984: Teilnahme am internationalen Kunstmarkt in Chicago
- 1985: Teilnahme am Kunstmarkt in New York
- 1986: Einzelausstellung Landschaft – Positive Utopien in Montpellier im Maison de Heidelberg mit Ausstellungskatalog, Einzelausstellung in der Turmgalerie Bonn und im Rathaus in Worms
- 1987: Einzelausstellungen in den Städtischen Galerien Offenburg und Ostfildern mit Ausstellungskatalog (im Katalog der Beitrag Landschaft als Symbol von Reinhard Wegner)
- 1987: Teilnahme an der panhellenischen Ausstellung in Athen
- 1987: Einzelausstellung in Paris, Galerie de Causans und in der Sole d’Oro, Heidelberg
- 1989: Einzelausstellung in der Evangelischen Akademie Loccum
- 1989: Einzelausstellung im Goethe-Institut in Athen mit Ausstellungskatalog (im Katalog der Beitrag Landschaften – Positive Utopien von Norbert Werner)
- 1989: Einzelausstellung im Österreichischen Kulturzentrum Palais Palffy in der Wiener Hofburg mit Ausstellungskatalog (im Katalog Schwingungen des Herzens oder das Malen eines Bildes)
- 1989: Einzelausstellung und Vortrag im Pantheon-Theater in Bonn zum Thema Vielfalt statt Einfalt – die multikulturelle Gesellschaft gestalten!
- 1991: Einzelausstellung im Deutsch-Amerikanischen Institut in Heidelberg mit Ausstellungskatalog Heidelberg – Eine Stadt des Südens und einem Beitrag von Hans-Georg Gadamer
- 1991: Partizipation an einer Ausstellung in der Galerie Henri Benezit in Paris
- 1991: Einzelausstellung im Umweltministerium Stuttgart
- 1996: Retrospektive im Palais der Vereinten Nationen in Genf zum Weltfriedenstag und im „Melina Mercouri Kulturzentrum“ in Athen mit Ausstellungskatalog (im Katalog der Beitrag Rückkehr zum Mythos. Die visuellen Botschaften des Malers Wassili Lepanto von Friedrich Strack)
- 1997: Retrospektive von Genf und Athen im Kunstpalast Düsseldorf
- 2000: stolze Eröffnung einer eigenen Galerie (zusätzlich zum Atelier) in der historischen Altstadt von Heidelberg
- 2003: Einzelausstellung Landschaften – Positive Utopien in der Bundesgeschäftsstelle von Bündnis 90/Die Grünen, Berlin
- 2003: Teilnahme an der Biennale Internationale Dell’Arte in Florenz
- 2006: Retrospektive – Wassili Lepanto – Ökologische Kunst im Kurpfälzischen Museum Heidelberg mit Ausstellungskatalog mit Beiträgen von Reinhard Wegner, Dieter Henrich, Jost Hermand u. a.
- 2007: Einzelausstellung Ökologische Kunst in Montpellier, Maison de Heidelberg
- 2011: Retrospektive im Benaki-Museum Athen mit Ausstellungskatalog Landschaften – Ökologische Ordnung und Inspiration
- 2015: Einzelausstellung Ökologische Ordnung in Kunst und Welt im Shandong Kulturzentrum in Jinan (China)
- 2015: Einzelausstellung Ökologische Ordnung in Kunst und Welt in der Landesbibliothek von Shanxi in Taiyuan (China)
- 2016: Einzelausstellung Ökologische Ordnung Wiederbegrünung der Erde in der Stadt Lepanto (Nafpaktos)